# دلیل آن قطره‌های عجیب خون روی بدن جنیفر چیست؟

ادویژ فنش (راست) در صحنه‌ای از فیلم.

دلیل آن قطره‌های عجیب خون روی بدن جنیفر چیست؟ (ایتالیایی: Perché quelle strane gocce di sangue sul corpo di Jennifer?) که در کشورهای انگلیسی‌زبان با نام قضیهٔ آیریس خون‌آلود (انگلیسی: The Case of the Bloody Iris) پخش شد، یک فیلم جالو به کارگردانی جولیانو کارنیمئو است که در سال ۱۹۷۲ منتشر شد.

## بازیگران
- جورج هیلتون
- ادویژ فنش
- پائولو کواترینی
- جان‌پی‌یرو آلبرتینی
- ژرژ ریگاد
- فرانکو آگوستینی
- بن کارا
- آنابلا اینکنتررا
- اورسته لیونلو
- لوچانو پیگوتسی
- کارلا برائیت
- ماریا تدسکی